# سیارک ۲۹۱۶

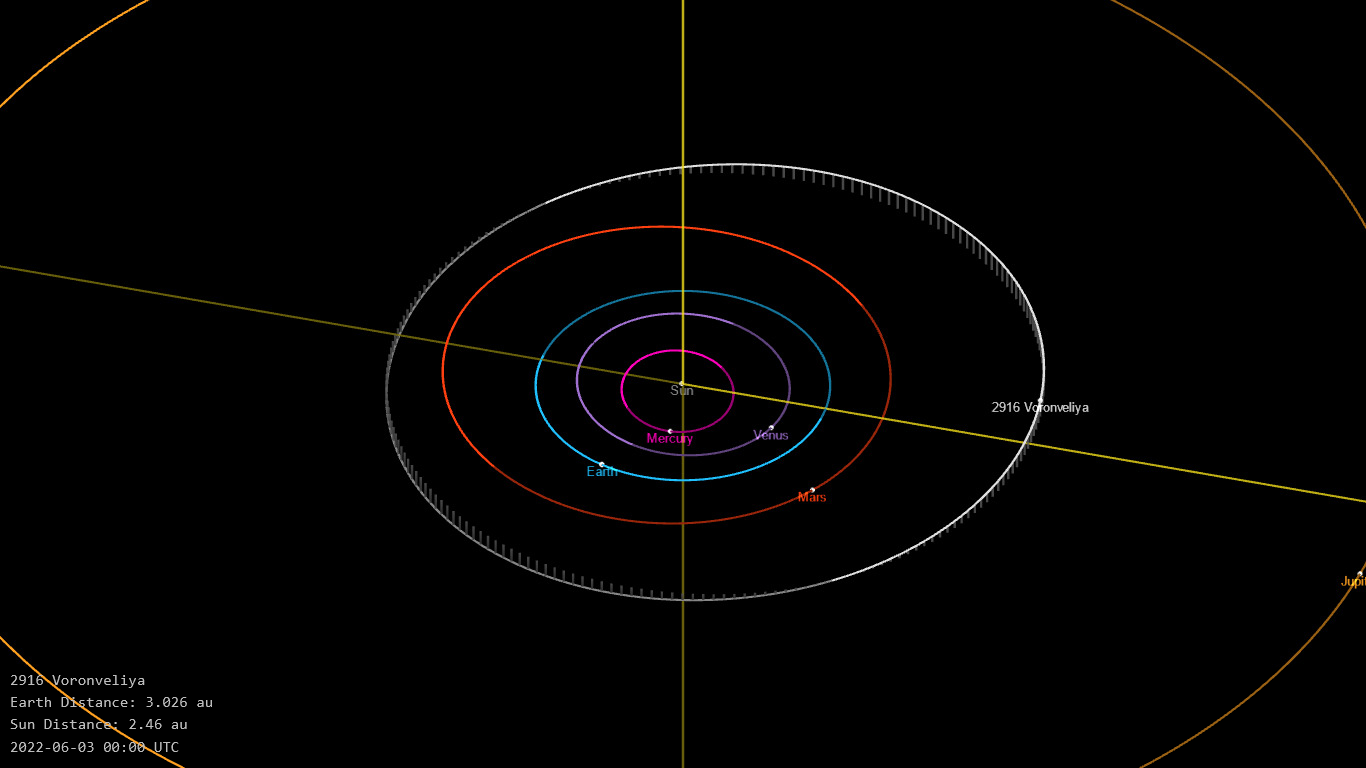
نمایی از محل قرارگیری سیارک ۲۹۱۶ در مدار – ۲۰۲۲

سیارک ۲۹۱۶ (به انگلیسی: 2916 Voronveliya، نامگذاری:1978PW2) دو هزار و نهصد و شانزدهمین سیارک کشف شده‌است که در ۸ اوت ۱۹۷۸ کشف شد.
قدر مطلق سیارک برابر ۱۳٫۴۰ است.